# Vis experiri amicum? Calamitosus fias
Vis experiri amicum? Calamitosus fias è una locuzione latina, la cui possibile traduzione in italiano è: "Vuoi mettere alla prova un amico? Sii (renditi) sventurato”.
Il significato della frase esprime che solo la miseria, il bisogno, le disgrazie verificano il valore di un’amicizia e rendono l’esperienza autentica della fedeltà e affidabilità di un amico.
In particolare, infatti, experior, nella frase al modo infinito retto dal verbo latino volo alla seconda persona vis, assomma in sé i significati di sperimentare, conoscere per esperienza, esaminare e provare. La frase è attribuita a Marco Terenzio Varrone (Sententiae, 21).
L'espressione corrisponde al più popolare detto per il quale "Gli amici si vedono nel momento del bisogno".